# Rena
姜藝彬 （1998年10月19日—），舊藝名為Rena，現藝名為本名藝彬，韓國女歌手，曾是PRISTIN及HINAPIA成員。 
現已恢復自由身，不確定是否再繼續當偶像。

## 經歷

### 練習生時期
藝彬喜歡表演和唱歌，得到父母的支持，成為一名練習生。
2015年，參與《Show Me The Money 4》，並與洁琼、银雨出演了SEVENTEEN〈MANSAE〉的MV。
2016年3月成為PLEDIS Girlz的成員，五月至九月間每周六都在PLEDIS Girlz Concert中演出。

### 出道前：PRODUCE 101
2015年12月，Rena以Pledis娛樂練習生的身份參演了《PRODUCE 101》。在首輪分級任務中，Rena以穩定的實力取得A級。在首次分組任務中，取得壓倒性的勝利。在節目中展現出優秀的英語實力。最終排名為第二十九名。

### PRISTIN
2017年3月21日作為PRISTIN的成員正式出道。除了專注於舞台表演，Rena對作詞作曲也充滿了熱情。2019年5月23日官方宣佈PRISTIN解散，Rena與Pledis解約。

### HINAPIA
2019年10月21日，OSR娛樂宣布珉炅（Roa）、京元（Yuha）、銀雨、藝彬（Rena）將以新5人女團HINAPIA出道。2020年8月21日，官方宣布團體解散。

## 詞曲創作
韓國音樂著作權協會之登記編號：강예빈 / KANG YAE BIN（10014850），4首。
| 年份   | 歌手    | 專輯名稱        | 歌名                     | 作詞 | 作曲 |
| ------ | ------- | --------------- | ------------------------ | ---- | ---- |
| 2017年 | PRISTIN | 《HI! PRISTIN》 | Black Widow              |      |      |
| 2017年 | PRISTIN | 《HI! PRISTIN》 | Running                  |      |      |
| 2017年 | PRISTIN | 數位單曲        | Black Widow (Remix Ver.) |      |      |
| 2017年 | PRISTIN | 《SCHXXL OUT》  | 너말야너                 |      |      |

## 影視作品

### 固定綜藝
| 日期                  | 電視台 | 節目名稱              | 備註   |
| 2015年                | Mnet   | 《Show Me The Money》 | 出道前 |
| 2016年1月22日－4月1日 | Mnet   | PRODUCE 101           | 出道前 |

### 綜藝節目
| 年份   | 日期    | 電視台       | 節目名稱                   | 備註       |
| 2017年 | 6月14日 | Celeb's Pick | 《PRISTIN的首尔乐园 PLAY》 |            |
| 2017年 | 9月7日  | Mnet         | 《偶像學校》               | 指導練習生 |
| 2017年 | 10月2日 | Dingo        | 《只走厨路吧PRISTIN篇》    |            |
| 2018年 | 2月15日 | MBC          | 《MBC偶像明星运动会》      | 60m短跑    |
| 2018年 | 2月16日 | MBC          | 《MBC偶像明星运动会》      | 400m接力   |
| 2018年 | 5月31日 | K-Star       | 《食神之路4》              |            |

## 外部連結
- Rena的Instagram帳戶